# يواكيم مبارك
يواكيم مبارك (بالفرنسية: Youakim Moubarac)‏ (1924-1995) علامة ومفكر لبناني تخصص بالعلوم الإسلامية والعربية. بُعَيد سيامته كاهناً سنة 1948، استقر مبارك في فرنسا حيث كرّس حياته ومجمل أعماله للحوار الإسلامي – المسيحي، للدفاع عن القضايا العربية خاصة منها الفلسطينية واللبنانية، لوحدة الكنائس وأخيراً لإعادة اكتشاف الإرث الأنطاكي للكنيسة المارونية.
وُلِد يواكيم مبارك في 16 آب (أغسطس) 1928 في قرية كفرصغاب شمالي لبنان لعائلة مارونية لها تاريخها بخدمة الكنيسة. كان والده انطون وجداه لوالده يوسف ولامه نعمة الله سميا  كهنة يخدمون الرعية في أحد اقدس الأماكن المسيحية في الشرق، الا وهو وادي قاديشا.

## نشاته
بعد اتمام علومه في اكليريكية غزير المارونية وفي جامعة القديس يوسف اليسوعية في بيروت، اُرسِل مبارك من قِبَل رؤوسائه إلى فرنسا لتكميل تحصيله الجامعي وذلك في تشرين الأول (اوكتوبر) 1945. عندما انهى دراسته في اكليريكية سان سولبيس في باريس، عاد مبارك إلى لبنان ليُسام كاهناً في 29 حزيران (يونيو) 1947. ونظراً لتفوقه، اذن له البطريرك الماروني بالعودة إلى فرنسا لاكمال دراساته العليا في الجامعة الكاثوليكية في باريس. في تلك السنة، عُين خادماً لكنيسة سان سيفرين في الحي اللاتيني في باريس، حيث استمرّ بالخدمة لمدة 18 سنة. 

## حياته العلمية والعملية
في سنة 1951، قدّم مبارك أولى اطروحاته لنيل الدكتوراه تحت موضوع «إبراهيم في القراَن الكريم». والتحق بعدها كباحث بالمركز الوطني للابحاث العلمية، وهو أكبر واعرق المراكز الفرنسية للابحاث. 
من سنة 1952 ولغاية 1962، عمِل مبارك كامين سر للمستشرق الفرنسي الكبير لويس ماسينيون. في سنة 1959، ابتدا رحلته التعليمية كاستاذ للغة العربية الكلاسيكية في الجامعة الكاثوليكية في باريس. استمر في التعليم لحين وفاته وقدّ درّس في عدة جامعات عريقة كجامعة لوفان الكاثوليكية ببلجيكا وجامعة السوربون في باريس وغيرها. 
و قد شارك من سنة 1962 لسنة 1965 باعمال المجمع المسكوني الثاني في الفاتيكان وذلك ضمن الوفد اللبناني. بعد سنة 1965، كرّس مبارك جهوده للحوار بين الأديان وللدفاع عن القضايا العربية الكبرى وخاصة القضيتين الفلسطينية واللبنانية. 
بداءً من سنة 1985، عمِل مبارك على إعادة اكتشاف الجذور السريانية للكنيسة المارونية. بين سنة 1987 وسنة 1992، عاد إلى لبنان وكُلِف بالتحضير لمجمع ماروني. 
خلال تلك الفترة، وبالرغم من عمله المضني لتحضير المجمع وإضافةً لعدة مهام روحية وسياسية اُسنِدت اليه، أطلق مبارك مشروعين غاليين على قلبه:
- في 1989، بدا باعادة اعمار دير السيدة مريم في قنوبين، شمالي لبنان. هذا الدير التاريخي كان المركز البطريركي الماروني من القرن الخامس عشر لغاية القرن الثامن عشر ميلادي.
- في 1992، أطلق مبارك التعاونية اللبنانية للتطوير[2] وهي مؤسسة تهتم بإعطاء القروض الصغيرة. وكان الهدف من إنشاء هذه المؤسسة تشجيع النازحين خلال الحرب اللبنانية (1975-1990) للعودة إلى قراهم واعمارها وللحد من الهجرة إلى خارج لبنان.

في سنة 1991، كان قرار من البابا يوحنا بولس الثاني بدعوة مجمع عام لكل الكنائس الكاثوليكية اللبنانية في روما. وبالتالي الغى ذلك جدوى مجمع يضم الموارنة وحدهم. في 1992، عاد مجدداً مبارك إلى باريس ليكمل عمله الأكاديمي. 

## مماته
توفي الاب مبارك في 24 ايار (مايو) 1995 في مونبلييه بفرنسا. وقد ووري الثرى في مدفن السيدة العذراء في جوار قرب باريس. في 25 اب (أغسطس) 2008، نُقِلت رفاته إلى مسقط راسه في لبنان ودفنت في كنيسة القديس يوسف في مرح كفرصغاب. وقد جرى بتلك المناسبة قداس احتفالي في قرية كفرصغاب تراسه البطريرك الماروني مار نصرالله بطرس صفير وحضور وزير الثقافة طارق متري ممثلاً رئيس الجمهورية اللبنانية العماد ميشال سليمان وحشد من الاهل والاصدقاء. 

## أعماله
من ابرز مؤلفاته باللغة العربية:
- الحوار الإسلامي المسيحي في لبنان.
- القدس القضية.
- الخماسية الأنطاكية: أبعاد مارونية.
- 1956, Bibliographie de Louis Massignon. Réunie et classée par Y. Moubarac, Institut Français de Damas, Damascus. 61507397
- 1956, Les Noms divins dans le Coran et en épigraphie sud-sémitique, Museon, Louvain.
- 1957, Les Études d'épigraphie sud-sémitique et la naissance de l'Islam : Eléments de bibliographie et lignes de recherches, Librairie orientaliste Paul Geuthner, 60506136
- 1958, Abraham dans le Coran, Editions J. Vrin, Paris. 1325821
- 1962, L'Islam, Castermann, Paris. 5850895
- 1963, Anthologie de la littérature arabe, selon une nouvelle translittération établie par le Cardinal Tisserant, Gedalge, Paris. 23432852
- 1963, Catéchisme pour adultes à Saint-Séverin, Casterman, 53641154
- 1963, Mémorial Louis Massignon, Sous la direction de Youakim Moubarac et des textes arabes de Ibrahim Madkour, Abd al-Rahman Badawi, Taha Hussein, etc., Dar el-Salam, Imprimerie de l'المعهد الفرنسي للآثار الشرقية، Cairo. 20425710
- 1964, Guide de l'église Saint-Séverin (XIIIe-XVIe siècles) Deuxième édition revue avec textes en espagnol, italien, anglais et allemand, Association Philippe Néri, Paris. 80149006
- 1965, Bible, Liturgy, and Dogma, Notre Dame, Ind., Fides Publishers,1911571
- 1965, Saint-Séverin catechism for adults, G. Chapman, London, 40209004
- 1965, Calendrier synoptique, juif, chrétien, musulman 1966, Devrue, Paris. 53685344
- 1966, I Believe in God, Notre Dame, Ind., Fides Publishers. 4174404
- 1966, Calendrier Synoptique, juif, chrétien, musulman, Philippe Néri, Saint Séverin, Paris.
- 1968, Vocation islamique de Jérusalem, Al Khal Editor, Beirut. 65491009
- 1969, La Pensée chrétienne et l'Islam, des origines jusqu'a la prise de Constantinople, Sorbonne, Paris.
- 1971, Les Musulmans: consultation islamo-chrétienne, Seven Muslim intellectuals from North Africa, Egypt, Iran, and India replies to questions concerning relations with Christians., Beauchesne, Paris. 545865
- 1972, Pentalogie Islamo-chrétienne, 5 tomes :
  - tome 1 : L’œuvre de Louis Massignon, 1054570
  - tome 2 : Le Coran et la critique occidentale, 915268
  - tome 3 : L’Islam et le dialogue Islamo-Chrétien, 1032383
  - tome 4 : Les Chrétiens et le Monde Arabe, 1206343
  - tome 5 : Palestine et Arabité., 1054596. Editions du Cénacle Libanais, Beirut.
- 1977, Recherches sur la pensée chrétienne et l'Islam dans les temps modernes et à l'époque contemporaine, Université libanaise, Beirut. 4993936
- 1975, Muhammad est-il prophète?, Louvain-La-Neuve, Université catholique de Louvain, Faculté de théologie, 77446963
- 1982, Islam et Christianisme en dialogue, Cerf, Paris. ISBN 978-2-204-01851-7
- 1984, Pentalogie antiochienne, Domaine Maronite, 5 tomes en 7 volumes:
  - tome 1 : les Maronites entre l'Orient syrien et l'Occident Latin, 58616233
  - tome 2 : le Liban entre l'Islam, la France et l'arabité, 62029897
  - tome 3 : hommes et institutions, us et coutumes, proverbes et dictons, recettes et chansons, 58616202
  - tome 4 : répertoire du Liban, 58616270
  - tome 5 : livre d'heures et de mélodies, 62029899
  - tome 6 : livre du pain et du vin, 62029900
  - tome 7 : livre d'images, 62029898 Publications du cénacle libanais, Beirut.
- 1986, La Pensée Chrétienne et l’Islam, Université libanaise, Beirut.
- 1993, La chambre nuptiale du coeur, Approches spirituelles et questionnements de l'Orient syriani, Cariscript, Paris, ISBN 2-87601-228-6
- 1993, La Question libanaise dans les textes du Patriarche Sfeir, Cariscript, Paris. ISBN 978-2-87601-218-9
- 1996, al-Quds—al-qaḍīyah نقلته إلى العربية مهاة فرح الخوري, al-Markaz al-Raʼīsī, Beirut, 123310231